# Milford (Nebraska)
Milford je grad u američkoj saveznoj državi Nebraska. Prema popisu stanovništva iz 2010. u njemu je živjelo 2,090 stanovnika.